# Resolució 368 del Consell de Seguretat de les Nacions Unides
La Resolució 368 del Consell de Seguretat de les Nacions Unides, aprovada el 17 d'abril de 1975, va recordar resolucions anteriors i va considerar un informe del Secretari General de les Nacions Unides abans de demanar a les parts implicades en la ' estat actual de la tensió a Orient Mitjà per implementar de manera immediata la resolució 238. El Consell va renovar el mandat de la Força d'Emergència de les Nacions Unides durant tres mesos més fins al 24 de juliol de 1975 i va demanar al Secretari General que presentés un informe sobre l'evolució de la situació i les mesures adoptades per aplicar la resolució.
La resolució va ser aprovada per 13 vots; la República Popular de la Xina i Iraq no van participar en la votació.